# Bella Caledonia
Bella Caledonia es una revista digital creada el octubre del 2007 en Edimburgo, Escocia, por los escritores Mike Small y Kevin Williamson. La publicación no se afilia a ningún partido político y aparece como apéndice de 24 páginas del periódico The National el primer sábado de cada mes.    Durante el debate previo al referéndum de independencia de Escocia del 2014, Bella Caledonia apoyó la campaña Sí, teniendo 40.000 lectores diarios, 500.000 lectores diferentes mensuales con un pico de un millón en agosto de 2014. Después del referéndum se continuó editando y reproduciendo con una mezcla de artículos de política y cultura. En 2015 empezó a publicar en lengua escocesa y gaélica.